# 匠千暁シリーズ
『匠千暁シリーズ』（たくみちあきシリーズ）は、西澤保彦の推理小説シリーズである。

## 概要
西澤保彦の処女作である『解体諸因』（1995年）より登場する匠千暁（タック）、高瀬千帆（タカチ）、辺見祐輔（ボアン）、羽迫由起子（ウサコ）という個性的な4人を中心とした本格ミステリシリーズ。作者が名称を定めていないので、出版社や解説者などによって「タック&タカチシリーズ」、「タカチシリーズ」、「辺見祐輔シリーズ」、「安槻大カルテット」などと呼ばれているが、ここでは幻冬舎文庫などで掲載されている西澤保彦著作リストで使用されている「匠千暁シリーズ」で統一する。
長編は時系列順に刊行されているが、版元は複数の出版社にまたがっている。また、短編は時系列がバラバラであり、読む順番には注意を要する。

## 特徴
四国にある安槻市（高知県高知市がモデル）にある国立安槻大学の学生である4人が様々な事件に遭遇し、その真相を解き明かしていく。題材となる事件は殺人事件から日常の謎まで幅広く、4人が酒を飲みながら、事件について様々な仮説を立てたり崩したりしているうちに真相へ辿り着くというパターンが多い。最終的な真相へ辿り着くのは主にタックであるが、作品によってはタカチやボアン、ウサコがその役を担うこともある。明るい純粋謎解き小説から、登場人物の深刻な背景を描いたものまで作品のタッチもさまざまである。
長編は時系列に語られ、4人の成長する姿が描かれていることから青春小説としての側面を持ち合わせている。一方短編では彼らの卒業後が舞台となっているものも多く、4人全員が揃わないことも少なくない。
彼らが初めて解き明かした事件は、タックたちが二回生の7月に起きた『彼女が死んだ夜』。作品中の記述により、タックたちが三回生の時点で1990年と推測されており、2009年に発表された『身代わり』ではそれを前提に執筆したと作者は語っている。

## 主人公
匠 千暁（たくみ ちあき）
通称タック。『彼女が死んだ夜』時点では安槻大学人文学部英文学科二回生。地元安槻市出身。父親は地元高校の音楽教師。大学へは奨学金で通っており、生活費のほとんどは複数のアルバイトで稼いでいる。
小柄であり、身長はタカチより頭一つ分小さい。街ですれ違ってもすぐに忘れてしまうような、特徴がなくシンプルで緊張感のない容貌。頭脳明晰であり、洞察力に優れている。ただし一般常識でも自分の興味範囲外のことについては疎い。誰に対しても丁寧口調で気を遣い、聞き上手で愛想がよく、理知的で「屁理屈の天才」と呼ばれるほど弁が立つ。ただし人付き合いは悪くないものの性格は暗く、無欲で覇気がない。怪談が苦手。
アルコール依存症気味で、飲み会があれば必ず最後まで参加し、飲み会がないときは部屋で飲んでいる。同じ酒好きであるボアンとは暇さえあれば一緒に飲んでおり、いつしかボアンの隣にいることが周囲からも当たり前となっている。ボアン、タカチと初めて酒を飲んだのは、一回生時のクリスマス・イブ。
6畳1間で風呂もなく、台所もトイレも共同の木造モルタルアパートに一人暮らし。部屋にあるのは万年床ともらったちゃぶ台だけであり、自らのポリシーから冷暖房器具、テレビ、ラジオなどの電化製品や車、自転車などは一切持っていない。年齢不相応に達観しているところから、大学の教授連中からは「仙人」と評されている。しかし色欲は人並みにあり、好きなタイプは大学事務員の薬部裕子（くすしべ ゆうこ）や後輩の木下瑠留のように理知的だが地味で素朴な女性と自ら語っているが、実際はサディスティックな感じの美女に弱い。
本を読んでいるか酒を飲んでいるところしか見たことがない、といわれるほどの読書家。主任担当教官の白井次夫教授とは好みが合い、英文学について対等な議論を戦わせていることから、いずれは自らの後継者にと言われているほど。
喫茶店アイ・エルでウェイター兼コックのアルバイトをしているせいか、料理の腕はかなりのもの。それなりによいと言っている時給のほとんどはアルコールに消えている。
『依存』でタカチと付き合うことになる。安槻大学卒業後も部屋を出ず、フリーターをしている。
高瀬 千帆（たかせ ちほ）
通称タカチ。『彼女が死んだ夜』時点では安槻大学二回生。北国出身。父親の高瀬辰美（たかせ たつみ）は地元でも権力を誇る国会議員。母も存命。1人いる兄は結婚して娘が1人いるものの、現在は別居中。安槻市にある一応男子禁制の1K二階建てアパートに1人暮らし。
身長は180cm近くあり、手脚は細長い。モデルのようなスタイル、凄みのあるハーフのような美貌の持ち主。肩まで伸びたセミロングの髪にソバージュをかけている。二回生の正月ぐらいまではヒールのない靴を履き、季節に関係なく長い脚を露出して強調するような奇抜なファッションをしていたが、以後は肌を隠すパンツスタイルのファッションに変わった。声は低めで、口調は辛辣で素っ気ない。怒ったときの視線は、相手を射抜くと思わせるほど鋭く、凍てついている。安槻大学では神格化されており、卒業後も「安槻大史上五指に入る有名人」「伝説のマドンナ」と呼ばれている。男性よりも女性からの人気が高く、二回生時のバレンタインデーでは女性からの本気チョコ約300個が送られている。
普段から近寄りがたい雰囲気を漂わせており、人付き合いも悪かったが、ボアンの執拗な誘いに根負けし、一回生時のクリスマス・イブに初めてボアン主催の飲み会に参加する。このとき初めてタックと顔を合わせて会話をした。以後、ボアン主催の飲み会へ参加するようになるが、クールな表情を崩すことはなかった。しかし不可解な謎が目の前に現れたときは、生き生きとした表情で推理を始めるため、周囲からは驚かれることもある。
男性に全く関心を示さないことから、大学内ではレズビアンではないかと噂されており、本人もそれを否定しようとしていない。男性不信の信念を持ち、実際に高校時代には同性の恋人がいたが、既に別れている。
『依存』でタックと付き合うことになる。卒業後は東京で一流広告代理店に勤めるが、頻繁に安槻市へ帰ってきては、タックやボアン、ウサコと交流を深めている。
辺見 祐輔（へんみ ゆうすけ）
通称ボアン先輩。「ボヘミアン」と自称していたが、呆れていた周囲から名前を引っ掛けて「ボへんみアン」などと揶揄されるうちに、「ボアン」と略されるようになった。タカチだけはさらに短縮してボンちゃんと呼んでいる。タカチやタックと知り合ったときは、「タビビト」と自称していた。安槻大学人文学部国文科。休学や留年を繰り返しているため、何年在学しているのかは誰も知らない。なお、小学校時代の同級生である鴫田一志（しぎた かずし）はすでに安槻大学の英語講師となっている。安槻大学のことに関しては、教授連中から親しい後輩の私生活に至るまで、様々な情報に精通している。人呼んで「安槻大学の牢名主」。
肩まで伸びた髪はいつもボサボサ。無精ヒゲを生やしたむさ苦しい格好をしている。赤いバンダナがトレードマーク。口八丁、お調子者、俗物の固まりであり図々しい性格だが、相手のデリケートな部分には踏み込まず、それでいて面倒見が良くて懐が深いため、周囲からは慕われている。安槻大学の教授連からの受けもよく、飲み友達として重宝されていることから「ジジ転がしの辺見」という異名があり、学長と二人で赤提灯の下で呑んでいたという伝説がある。肉体も精神もタフであり、ヤクザに一方的に殴られても音をあげなかったため、とうとう根負けさせてしまうほど。
大のアルコール好き。お祭り好きなため、顔見知りであろうとなかろうと声を掛けては人を集めて騒いでいる。同じ酒好きであるタックと知り合ってからは、常に一緒に酒を飲んでいる。いつでも誰とでも酒を飲むことができるよう、大学の近所に木造2階建て3LDKのボロ一軒家を格安で借りて一人住まいをしており、溜まり場として後輩たちへ開放している。冷蔵庫にはビールを中心とした酒が常備されている。
放浪癖があり、「タビビト」「ボヘミアン」と自称するのはそこからきている。カンパと称して後輩から借金をし、東南アジア方面によく出掛けている。借金は返さないことが多い。しかし貸した金を忘れることもよくある。
小さい頃から周囲の人に適当なあだ名を付けてしまう癖がある。タック、タカチ、ウサコなど、本編で登場する安槻大学生は全て勝手なあだ名を付けられており、しかも本人の意志に関係なく定着している。
タカチに惚れており、それを広言している。タカチへ事ある毎に抱きつこうとしてはいつも撥ね付けられてひどい目に遭っているのはお約束の光景である。ただし、タックとタカチの仲が深まっても特に邪魔はせず見守っている。女性好きであり、機会さえあればすぐに誘っている。周囲の女性は自分に惚れていると自惚れているが、本気かポーズかは不明。同棲経験有り。
安槻市出身。両親はいるらしいが、一度も作品には登場していない。弟が1人いるが、親戚の養子となっている。中古のセダン保有。喫煙家。食べ物に関しては辛いものも甘いものもいける両刀使い。
タックたちより一年遅れて卒業。半年弱は就職浪人であったが、安槻市では中高一貫教育のお嬢様学園として伝統のある丘陽女子学園の校友会会長を務めている伯母のコネにより、欠員が出た丘陽女子学園の高校教諭となる。担当は国語。生徒からの愛称はユーちゃん。
羽迫 由起子（はさこ ゆきこ）
通称ウサコ。『彼女が死んだ夜』時点では安槻大学人文学部心理学科二回生。安槻市出身で、実家は大学から車で1時間ほどかかるところにあることから、ワンルームマンションに一人暮らし。
髪は三つ編みかポニーテール。色白童顔、小柄で引き締まった幼児体型。冬でもキュロットで素足にソックス。その見た目から、高校生どころか小学生に間違われることもある。ウサギのような目をしており、しかも酔うと目だけ赤くなる。
『解体諸因』では登場せず、『彼女が死んだ夜』では脇役。『麦酒の家の冒険』でようやく4人一緒に行動をするようになるが、『仔羊たちの聖夜』の帯でも「キャンパス3人組」と書かれるように脇役と見なされていた。しかし『スコッチ・ゲーム』でようやく「キャンパス4人組」と書かれるようになり、『依存』では語り手として重要な位置を占めている。4人組の中では天真爛漫に振る舞う甘えん坊のマスコット的存在。
元々はアイ・エルの常連としてタックと親しくなり、二回生の6月頃からボアンたちの飲み会に参加するようになった。飲み会ではタカチにじゃれつくことが多い。大学内でもタカチの親友と見なされている。
卒業後は大学院心理学科の修士、そして博士課程へ進学。修士課程在学中に「無間呪縛」で出会い、互いにひとめ惚れした平塚総一郎とわずか1か月で婚約、すぐに結婚している。二人を引き合わせたのはタックである。

## その他の登場人物
登場人物は数多いが、ここでは2作以上登場した人物のみを記載する。

### 安槻大学関連
コイケさん
本名はヤスヒコ（名字不明）であり、コイケさんは通称であって本名ではない。ただし、安槻第一小学校時代からそのあだ名を付けられていた。教授たちからもこう呼ばれており、本名だと思われていたほど。『彼女が死んだ夜』時点では安槻大学二回生。
小太りにメガネ、天然パーマという風貌が藤子不二雄『オバケのQ太郎』に出てくる小池さんにそっくり。本人も小池さん同様ラーメンが大好きであり、見識や蘊蓄をよく語っている。ただし、食べているところを知り合いに見られることは嫌がっている。なお、ラーメンに限らず、麺類ならなんでも好き。かなりの凝り性。
ボアン主催飲み会の常連であり、長編の全てに一度は名前が登場する脇役。安槻市出身で、実家は隣町にある。一番上の姉は安槻第一小学校の教師。ゴシップ好きの親戚が色々な方面にいるためか裏情報に詳しく、事件のヒントとなる情報を得てくることも多い。ただし、肝心なときには何らかのトラブルに巻き込まれて居ないことがほとんどである。また、デートがあるのに祐輔に呼び出されるなど、ひどい目に遭うこともたびたびである。『身代わり』ではようやく事件解決の飲み会に参加することができた。
卒業後は就職し、結婚している。娘が2人いる。
牟下津 カノン（むげつ かのん）
通称カノちゃん。安槻大学教育学部でタックたちと同学年の友人。『依存』に登場。『仔羊たちの聖夜』「黒の貴婦人」でも名前のみ登場している。頻繁ではないが、二回生の頃からボアン主催の飲み会に参加している常連の1人。
ショートカットで背が高く、スポーティーな感じの美女。柔道は黒帯。安槻大生と同棲していたが別れている。県外出身。
木下 瑠留（きのした るる）
通称ルルちゃん。安槻大学人文学部英文学科で、タックたちより1学年下。『依存』「招かれざる死者」に登場。「黒の貴婦人」でも名前のみ登場している。タカチに憧れていたが、タックたちが三回生の4月に起きた「招かれざる死者」に関わったことから、飲み会常連の1人となる。主任担当教官は白井教授であり、タックたちと文学談義を交わせるほど。
華奢で中世的な体格。長い髪をポニーテールにしている。リムレスのメガネをかけた、理知的で素朴なタイプ。安槻大学の男性教授たちに絶大な人気を誇っている。誕生日は7月27日。安槻市出身で父親は医者。ホテルマンの兄も安槻大学の卒業生。父親の仕事の都合と兄が通うために買った4LDKの分譲マンションに1人暮らし。
長谷川 渓湖（はせがわ けいこ）
通称ケーコたん。安槻大学生でタックたちと同学年の友人。『依存』「招かれざる死者」に登場。「黒の貴婦人」でも名前のみ登場している。タカチに憧れていたが、タックたちが三回生の4月に起きた「招かれざる死者」に関わったことから、飲み会常連の1人となる。
栗色ロングヘアで、洗練された清楚なタイプの美少女。学内だけではなく、他校の男子学生からも絶大な人気を誇る。東京出身で、ウサコとは入学からの知り合い。『依存』の時点では、タカチと「公認の仲」と見なされている。
白井 次夫（しらい つぐお）
安槻大学英文学講座教授。『依存』に登場。「解体守護」『仔羊たちの聖夜』「黒の貴婦人」『身代わり』にも名前が登場している。ボアン主催の飲み会へはたまに参加している。
身なりには無頓着。世間知らずな学究肌のタイプである初老の人物。ロングセラーの著作が100冊近くあり、さらに受け継いだ資産も相当あるため、お金には不自由していない。タックを気に入っており、将来は自らの後継者にしようと考えている。

### 丘陽女子学園
我孫子 鈴江（あびこ すずえ）
国語教諭でボアンの先輩。「消えた上履きの問題」、「懲りない無礼者の問題」に登場。『彼女が死んだ夜』、「盗まれる答案用紙の問題」でも名前が出てくる。
姉御肌の性格で話が面白い。白い肌と二重顎が特徴で、推定体重はタックの2倍。

### 警察関係
中越 正一（なかごし しょういち）
安槻署の警部。26歳。「解体昇降」「解体出途」「解体順路」「スプリット・イメージ」に登場する。「閉じ込められる容疑者の問題」にも名前が出てくる。「解体出途」でタックと知り合う。
某有名国立大学法学科を首席で卒業後、公務員上級試験に合格というキャリア組。将来の史上最年少県警本部長の最有力候補。そのくせ腰が低い。額はかなり後退している。瓶底のような分厚いレンズのメガネをかけている。酒は飲めない。
「解体昇降」（4人組は誰も出ていない）では入院中のベッドの上で、切れの良い推理を披露している。
平塚 総一郎（ひらつか そういちろう）
安槻署の刑事。「解体昇降」「解体出途」「解体順路」「呼び出された婚約者の問題」「スプリット・イメージ」『身代わり』「無間呪縛」に登場。「閉じ込められる容疑者の問題」にも名前が出てくる。安槻市を舞台としているノンシリーズ長編『七回死んだ男』にも登場している。
地元の名士で大地主の次男であり、周囲からは世間知らず、苦労知らずのお坊ちゃんと見られている。時々奇妙な仮説を立てたり、ピントの外れた質問をしたりして周囲を呆れさせているが、的を射ていることもある。佐伯からは、刑事としては異色の部類の変わり者と評されている。
「解体出途」でタックと知り合う。「無間呪縛」でウサコと初めて出会い、互いにひとめ惚れしてすぐに結婚。「呼び出された婚約者の問題」はウサコと結婚後の話である。
佐伯（さえき）
安槻署の刑事。下の名前は不明。『仔羊たちの聖夜』『身代わり』「悪魔を憐れむ」「意匠の切断」に登場する。
強面連中からも席を譲られるほどのご面相。陰気でざらついた声の持ち主で、常に刺々しい雰囲気を漂わせている。妻の助言に従い、誤解されないよう常に無表情を保ち、声を荒らげたりしない。
七瀬（ななせ）
安槻署の刑事。下の名前は不明。『仔羊たちの聖夜』『身代わり』「無間呪縛」「悪魔を憐れむ」「意匠の切断」に登場する。『身代わり』では若手刑事の平塚とペアを組んでいる。
スレンダーだが肉付きが引き締まったアスリートタイプの体格で、中性的な雰囲気が漂う30代の女性。ショートカット、おっとり和風の顔立ちで物腰が柔らかく、愛嬌があるように見えるが、冷徹で峻拒めいたムードを漂わせている。ボアンのナンパはあっさりといなしている。
野本（のもと）
安槻署の刑事。下の名前は不明。「招かれざる死者」『身代わり』に登場する。「解体昇降」に出てくるモトさんも同一人物と思われる。
「閉じ込められる容疑者の問題」に登場する安槻大生野本は娘である。
宇田川（うだがわ）
県警の刑事。下の名前は不明。『仔羊たちの聖夜』『身代わり』に登場する。
ごま塩頭で瞼が重そうな初老の男。

## 作中で登場する常連店
アイ・エル
安槻大学のすぐ前にある喫茶店。夫婦で経営している。朝から21時まで営業しているため、そこで三食を取ることも可能。タックのアルバイト先であるため、4人組の溜まり場の1つとなっている。パチンコ狂であるマスターの代わりに、本来ならウェイターであるはずのタックが料理の腕をふるうことも多く、そのため色々と融通が利く。そのためか、タックは比較的良い時給をもらっている。
マスターは店が忙しいときに、顔見知りの女子学生たちに平気で手伝ってもらう。その分、彼女たちが少々メニューをアレンジしても黙認している。ウサコもそんな女子学生の1人。マスターの妻はタカチの隠れファン。
タックは卒業後も週に数回、日銭稼ぎのアルバイトをしている。
花茶屋（はなちゃや）
ボアンたちの行きつけの飲み屋。ごく一部の常連だけが知っている特別メニューの鯖寿司は、一日三食限定の絶品である。「さんぺい」の姉妹店であり、女将は同じ。
さんぺい
ボアンたちの行きつけの飲み屋。ごく一部の常連だけが知っている特別メニューの鯖寿司は、一日三食限定の絶品である。歩いて10分間ぐらいのところにある「花茶屋」の姉妹店であり、女将は同じ。
いち
ボアンの秘密の隠れ処。古ぼけた木造の小さい居酒屋。主人は座敷童子のような禿頭の老人。メニューはその日の鮮魚を除くともつ煮込みと馬刺しかないが、いずれも絶品である。なお、ボアンでも食べさせてもらえない手長海老の唐揚げという女性専用メニューもある。
やすい食堂（やすいしょくどう）
大学の裏手の路地にある食堂で、小さく古ぼけたプレハブの建物である。安井さんという80歳くらいの老婆が一人で切り盛りしている。老婆は「セリさん」と呼ばれているが、本名かどうかは不明。
メニューは日替わり定食のみだが、材料さえあればなんでも注文に応じてくれる。値段が安いため、金欠状態の学生には重宝されている。元日以外は年中無休、朝7時から夜7時まで営業。大晦日には安槻に残っている学生たちが大挙して年越し蕎麦を食べ、新年を迎えている。
ボアンは毎年8月31日を「夏の名残を慈しむ日」と称し、朝から夜までだらだらと一日中お酒をここで飲んでいる。付き合うことができるのはタック、タカチ、ウサコぐらい。
すが
やすい食堂の近所にある古い酒店。白髪の痩せた老人が店主。立ち飲みコーナーもあり、ボアンたちは常連。

## 登場作品
記載のないものは全て書き下ろし。4人組の誰が登場したかは次の記号で示す。ただし名前のみというケースは（）内に標記。○：タック　●：タカチ　□：ボアン　■：ウサコ
- 解体諸因
  - 講談社ノベルス 、1995年1月発行、 ISBN 978-4-0618-1728-9
  - 講談社文庫 、1997年12月発行、 ISBN 978-4-0626-3673-5
    - 第一因 解体迅速 - ○。タック卒業後。　
    - 第二因 解体信条 - □。ボアン就職後。
    - 第三因 解体昇降 - 4人組は誰も登場せず、中越正一警部が事件を解決する。
    - 第四因 解体譲渡 - □。ボアン就職後。
    - 第五因 解体守護 - ○●（□）。タック二回生秋（9 or 10月）。
    - 第六因 解体出途 - ○。タック卒業後。
    - 第七因 解体肖像 - ○。タック卒業後。
    - 第八因 解体照応―推理劇『スライド殺人事件』― - 戯曲形式。
    - 最終因 解体順路 - ○。タック卒業後。
- 彼女が死んだ夜
  - カドカワノベルズ 、1996年8月発行、ISBN 978-4-0478-7301-8
  - 角川文庫、2000年5月発行、ISBN 978-4-0435-4001-3
  - 幻冬舎文庫、2008年6月発行、ISBN 978-4-3444-1144-9
    - ○●□■。タック二回生7〜8月。当初は「匠千暁第一の事件」という副題が付いていた。
- 麦酒の家の冒険
  - 講談社ノベルス、1996年11月発行、ISBN 978-4-0618-1938-2
  - 講談社文庫、2000年6月発行、ISBN 978-4-0626-4927-8
    - ○●□■。タック二回生9月頭。
- 仔羊たちの聖夜(イヴ)
第1回鮎川哲也賞に応募した『聯殺』を原型としている。
  - カドカワエンタテインメント、1997年8月発行、ISBN 978-4-0478-8108-2
  - 角川文庫、2001年8月発行、ISBN 978-4-0435-4002-0
  - 幻冬舎文庫、2008年10月発行、ISBN 978-4-3444-1212-5
    - ○●□■。タック二回生12月下旬。タック、タカチ、ボアンの出会いが語られる。
- スコッチ・ゲーム
  - カドカワエンタテインメント、1998年3月発行、ISBN 978-4-0478-8122-8
  - 角川文庫、2002年5月発行、ISBN 978-4-0435-4003-7
  - 幻冬舎文庫、2009年2月発行、ISBN 978-4-3444-1263-7
    - ○●□■。タック二回生12月末〜1月頭。タカチの過去が語られる。
- 依存
  - 幻冬舎、2000年6月発行、ISBN 978-4-3440-0006-3
  - 幻冬舎ノベルス、2001年11月発行、ISBN 978-4-3440-0904-2
  - 幻冬舎文庫、2003年10月発行、ISBN 978-4-3444-0447-2
    - ○●□■。タック三回生7月下旬。タックの過去と、ウサコとタックたちの出会いが語られる。
- 謎亭論処 匠千暁の事件簿
『小説NON』『メフィスト』掲載作品と書き下ろしを収録した短編集。
  - ノン・ノベル、2001年3月発行、ISBN 978-4-3962-0713-7
  - 祥伝社文庫、2008年3月発行、ISBN 978-4-3963-3415-4
    - 盗まれる答案用紙の問題 - ○□。ボアン就職後。
    - 見知らぬ督促状の問題 - ○●□■。タック二回生11月末。
    - 消えた上履きの問題 - ○□。ボアン就職後。
    - 呼び出された婚約者の問題 - ■。ウサコ結婚後。
    - 懲りない無礼者の問題 - ○□。ボアン就職後。
    - 閉じ込められる容疑者の問題 - ●○（□■）。タカチ就職後。
    - 印字された不幸の手紙の問題 - ○●□■。タック二回生2月。
    - 新・麦酒の家の問題 - ○●□■。タック二回生10月。
- 黒の貴婦人
『ポンツーン』『週刊アスキー』『創元推理』『星星峡』掲載作品を収録した短編集。
  - 幻冬舎、2003年11月発行、ISBN 978-4-3440-0417-7
  - 幻冬舎文庫、2005年10月発行、ISBN 978-4-3444-0709-1
    - 招かれざる死者 - ○●□■。タック三回生4月。
    - 黒の貴婦人 - ○●□■。タック三回生7月。
    - スプリット・イメージ または避暑地の出来心 - ○●■（□）。タック卒業後、ボアン就職前。
    - ジャケットの地図 - ○。タック卒業後。
    - 夜空の向こう側 - □■（○●）。ボアン就職直後。
- 身代わり
  - 幻冬舎、2009年9月発行、ISBN 978-4-3440-1726-9
  - 幻冬舎文庫、2012年10月発行、ISBN 978-4-3444-1931-5
    - ○●□■。タック三回生8月〜9月。
- 悪魔を憐れむ
『PONTOON』『digital PONTOON』掲載作品と書き下ろしを収録した短編集。
  - 幻冬舎、2016年11月発行、ISBN 978-4-344-03030-5
  - 幻冬舎文庫、2019年10月発行、ISBN 978-4-344-42905-5
    - 無間呪縛 - ○□■（●）。1993年8月。タック卒業5か月後。ウサコと平塚総一郎の出会いが語られる。
    - 悪魔を憐れむ - ○（●□■）。1993年12月。タック卒業後。
    - 意匠の切断 - ○●（□■）。1994年1月。タック卒業後。
    - 死は天秤にかけられて - ○□（●■）。1994年8月。タック卒業後、ボアン就職直前。

## コミック
大橋薫によって漫画化されている。『サスペリアミステリ』に掲載された。事件の骨格等については原作とほぼ同じだが、いずれの作品にも4人が登場し、主にタックが事件の謎を解決する。タックたちはいずれも学生であり、ボアンの学生、卒業、就職といった時系列に舞台は描き換えられている。性格設定も原作とは若干異なっており、特にタカチはツッコミのキャラクターになっている。
- タック&タカチの事件簿　16秒間の密室
  - 秋田書店SUSPERIA MYSTERY COMICS、2005年1月発行、ISBN 978-4-2531-8527-1
    - 見知らぬ督促状の問題
    - 盗まれる答案用紙の問題
    - 解体信条
    - 16秒間の密室 - 原作は「解体昇降」。
    - 閉じこめられる容疑者の問題
- タック&タカチの事件簿2　6つの箱の死体
  - 秋田書店SUSPERIA MYSTERY COMICS、2006年4月発行、ISBN 978-4-2531-8528-8
    - 解体守護
    - 麦酒の家の問題  - 原作は「新・麦酒の家の問題」。
    - 6つの箱の死体  - 原作は「解体出途」。
    - 解体譲渡
    - 消えた上履きの問題
    - 解体迅速